# Yettel Magyarország
A Yettel Magyarország Zrt. (2010. május 17-ig Pannon GSM, 2022. március 1-ig Telenor) Magyarország harmadik legnagyobb mobilszolgáltatója a hálózatán indított hanghívások száma alapján.
A Telenor Magyarországot 2018 júliusában vásárolta meg a norvég anyavállalattól a 2021 márciusában balesetben elhunyt cseh milliárdos, Petr Kellner befektetői csoportja.
A Telenor Magyarország Zrt. 2022. január 27-én bejelentette, hogy a cég 2022. március 1-jétől Yettel Magyarország Zrt. néven folytatja tovább működését. Ezzel a lépéssel egy teljesen új márkanév kerül bevezetésre.

## Főbb adatai
A Yettel Magyarország cég – anyavállalatának közlése szerint –  2019 végén 3 millió 30 ezer előfizetéssel rendelkezett, és ezzel a harmadik legnagyobb mobilszolgáltató Magyarországon. 2009-ben 29,4%-os, 2018 decemberében 28%-os piaci részesedéssel rendelkezett.
A Yettel 125 ország 306 mobilszolgáltatójával áll roaming-kapcsolatban. Körzethívószáma: 20.
- Előfizetőinek száma: 3,6 millió
- Árbevétel: 230,0 milliárd Ft (2013)
- EBITDA: 73,4 milliárd forint (2009)
- Tőkeberuházások: 12,9 milliárd Ft (2009)
- Dolgozók létszáma – átlagos statisztikai létszám: 1214 (2009)
- Saját tulajdonú értékesítési pont és ügyfélszolgálat: 6 darab

## Története

### A Pannon GSM-től a Telenor Csoportig
A Pannon GSM 1993 decemberében jelentette be, hogy a magyarországi rádiótelefon-koncesszió egyik birtokosaként 1994 elején elindítja a digitális GSM szabványú mobil távközlési szolgáltatást. A céget az Antenna Hungária, a MOL, a Videoton és a Wallis Holding, a dán, a finn, a holland és a norvég állami telefontársaság alapította közösen. Később a tulajdonosok fokozatosan szálltak ki a cégből, a norvég cég, a Telenor pedig 100 százalékra növelte tulajdonrészét a társaságban.

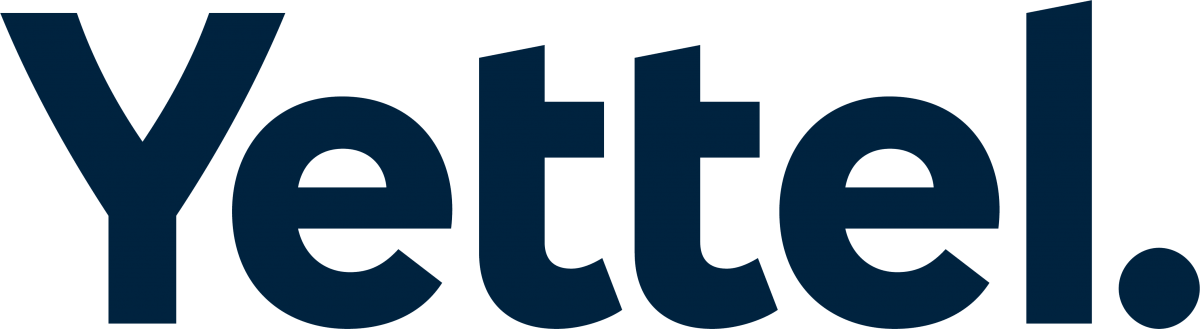
A Yettel Magyarország logója.

Az addigi, elsősorban üzleti előfizetőket elérő ügyfélkört kiterjesztve, 2001-ben a feltöltőkártyás szolgáltatást kínáló BEE márkanév bevezetésével igyekezett a cég a fiatalabb korosztályokat is megszólítani, az ezredforduló körül még mindössze 40%-os telítettségű mobil előfizetői piacon. Ezt 2003-ban váltotta a Djuice márkanév olcsóbb tarifarendszere (amely már MMS küldésre és a GPRS alapú internet használathoz is elérhető áron kínált lehetőséget), aminek értékesítését 2014-ben szüntette be a Telenor.
A Pannon GSM cég 2003-ban került teljes egészében a norvég Telenor tulajdonába. 2006 februárja óta a kék Telenor-logót használta arculatában és elhagyta nevéből a GSM tagot. 2010. május 18-án a cégnév Pannon GSM Távközlési Zrt.-ről Telenor Magyarország Zrt.-re változott, ezzel a cég felvette a Telenor márkaidentitást. A névváltozás a cégnév mellett a márkanevet is érintette, így valamennyi márkával kapcsolatos tárgyon (logók, SIM-kártyák, szórólapok, brosúrák, értékesítési pontok stb.) a Telenor név szerepel, és az ügyfelek számlái ettől kezdődően a Telenortól érkeznek, a hívószámok (+36 20) azonban változatlanok maradnak. (A fejlettebb és pontosabb GPS-re hivatkozva ekkoriban állították le a még az ezredforduló idején bevezetett, a cellainformáció nagyobb települések neveit kijelző szolgáltatását.)
2018. július 31-ig a Telenor Magyarország tulajdonosa a norvég Telenor Csoport volt. Az eljáró hatóságok jóváhagyását követően 2018. augusztus 1-jével lezárult a Telenor Csoport kelet-európai – magyarországi, bulgáriai, montenegrói és szerbiai – üzletágának eladása a PPF Csoport számára.
Vezérigazgatója 2016-tól Alexandra Reich volt, akinek 2018. augusztus 1-jével Jan Hanuš vette át a helyét. 2021. januártól Peter Gažík a Telenor Magyarország vezérigazgatója.
2019. október 31-én bejelentették, hogy az állami tulajdonban álló Antenna Hungária 25%-os részesedést vásárol a PPF-től. 2019-ben piaci részesedése 27-28% körül alakult.

### A Yettel
2022 januárjában bejelentették, hogy 2022 márciusában újbóli név- illetve arculatváltás történik majd a cég történetében, mivel lejár a Telenor védjegy hazai használati engedélye. Bár ezt 2020-ban megújította a PPF Csoport, a tulajdonosok úgy döntöttek, hogy 2022-re már nem hosszabbítják meg ezt a márkahasználati jogosultságot. A döntés értelmében a cég neve és az új márkanév a január 27-én indított Yettel lett. A cég a honlapján tájékoztatót tett közzé a névváltással kapcsolatban.
2023. március 20-án részvénycsere történt, amelynek során a 4iG eladta a Yettel-beli részesedését a Corvinus Nemzetközi Befektetési Zrt.-nek, egy magyar állami cégnek, hogy a 4iG Csoport 70,5%-os részesedést szerezzen a Vodafone Magyarországban.
2023 decemberében a Corvinus Nemzetközi Befektetési Zrt. eladta 25 százalékos részesedését a TMT Hungary Holdco B.V.-nek, amely szintén a PPF csoport tulajdonában áll. A PPF már ősszel bejelentette, hogy 50% +1 részvényét eladja a Etisalat (e&) Abu-Dzabi emírségi telekom cégnek, amely üzlet várhatóan 2024 elején lezárul.

## Szolgáltatások
A hagyományos hangalapú mobilszolgáltatások területén a Yettel Magyarország minden ügyfele számára tud megfelelő megoldást biztosítani. Ezekhez a csomagokhoz, ajánlatokhoz rendszerint kedvezményes készülékeket is kínál, amelyek között éppúgy megtalálhatók a legalapvetőbb igényeket kielégítő készülékek, mint a nagy tudású okostelefonok.
A mobilinternet a SIM-kártyának köszönhetően gyakorlatilag mindenhol elérhető, ahol van mobilhálózat. A szolgáltatás EDGE hálózaton az ország 99%-át lefedi, míg a nagy adatátviteli sebességet biztosító 3G/HSPA hálózat 2010 tavaszán már 563 településen elérhető.
2008 végén megkezdődött a 14,4 Mbps adatátviteli sebességhez szükséges infrastruktúra kiépítése is, 2010 áprilisától tesztelték az LTE (Long Term Evolution) technológiát, a magyar mobilinternet-felhasználók pedig 2012-re hozzáférhettek a világ akkori leggyorsabb mobil szélessávú technológiájához.
A jelenleg elérhető legnagyobb adatátviteli sebességet biztosító, ún. ötödik generációs (5G) kereskedelmi mobilszolgáltatást a tesztelések után 2021-ben indították el.
A kereskedelmi 5G szolgáltatást 2021-ben első körben Győr és Törökbálint egyes részein, majd a hálózat kiépítését felgyorsítva Budapest XI. kerületének számos pontján és a főváros forgalmasabb területein tette hozzáférhetővé a társaság. Ezzel párhuzamosan a Balaton környékén, például Balatonföldváron, Balatonfüreden, Siófokon, Révfülöpön, Keszthelyen, Zamárdiban, Szántódón, Almádiban, Fűzfőn, Bogláron, Lellén, Fonyódon, valamint Székesfehérváron és Tatabányán is megkezdődtek a hálózatmodernizációs munkálatok.

## Digitális Magyarország
A Telenor 2010-ben jelentette be a Digitális Magyarország programját. A kezdeményezés oly módon aknázza ki a mobilinternetes kommunikációban rejlő lehetőségeket, hogy egyszerre szolgálja a gazdasági fejlődést és a társadalom érdekeit. Célja, hogy 2013-ra Magyarország lakosságának többsége hozzáférhessen mobil széles sávhoz, és hogy 2020-ra általánosan elérhetővé váljon a technológia ami – széleskörű munkaerőpiaci szegmenst teremtve – megadja a lehetőséget az országnak, hogy felzárkózzon a kontinens legfejlettebb digitális területeihez.

## Vállalati felelősségvállalás
A Yettel kiemelt figyelmet fordít az egyes országok kulturális különbségeiből adódó jellegzetességekre. Minden országban törekszik arra, hogy megértse a legfontosabb helyi kihívásokat, és globális tapasztalatuk hozzáadásával olyan szolgáltatásokat alakítanak ki, amelyek kifejezetten az ott élők mindennapjait könnyítik meg.
Vállalások:
- a telekommunikáció segítségével összekötni az embereket,
- biztonságos termékeket fejleszteni,
- népszerűsíteni a biztonságos internetezést a gyermekek számára,
- a lehető legkisebb öko-lábnyomot hagyni,
- elősegíteni, hogy az üzleti partnerek felelős elvek szerint működjenek.

## A cég székháza
A Yettel székházát a Pannon GSM Távközlési Zrt. építtette, átadása 2009. szeptember 22-én történt, amely nem csupán Magyarország egyik legmodernebb és „legzöldebb”, interaktív vállalati központja lett, hanem egy új, az országban addig kevéssé ismert mobil munkastílust is képvisel.
Az irodaház alapkövét 2007 szeptemberében rakták le Törökbálint határában a Tétényi-fennsíkot átszelő Égett-völgyben, az épület 2009 júniusában készült el, a hivatalos átadóra pedig szeptember 22-én került sor. Magyarország egyik legmodernebb és „legzöldebb”, interaktív vállalati központjának koncepciójában az anyavállalat, a Telenor fornebui székháza szolgált példaként. A törökbálinti irodaház 26 500 négyzetméteren, a parkolókkal együtt 34 890 négyzetméteren helyezkedik el, kilenc épületszárnyra tagolódik, az épületrészek 2–3 emeletesek.
Az új irodaház tervezésénél és kivitelezésnél a környezettudatosság és a fenntarthatóság elveit tartották szem előtt. Az épület a nyolchektáros Égett-völgy területének mindössze 7,55 százalékát foglalja el a megengedett 30 százalék helyett. A terület 69 százaléka zöldterület maradt, bár az előírás mindössze 40 százalék lenne.
A székházban található Magyarország legnagyobb megújuló energiaforrását alkalmazó, geotermikus hőszivattyúkra alapozott hűtési-fűtési rendszere, amely 180 darab, 100 méterre fúrt hőszonda segítségével biztosítja a hideg-meleg vizet az épület hőmérsékletének szabályozásához.
A csapvíz melegítését 168 négyzetméter összfelületű napkollektor segíti, ami a melegvíz-ellátáshoz szükséges energia 60%-át képes előállítani.[forrás?] 
A különböző épületfunkciókat számítógéppel vezérelt, intelligens központi épületmenedzsment-rendszer irányítja.
Összefoglalóan:
- Bruttó alapterület: irodaház és IT 26 500 m², garázs 8400 m².
- Parkolóhelyek: 300 a garázsban, 300 a felszínen.
- Telek beépítettsége: 7,5% (a megengedett 30% helyett).
- Az épületet Zoboki Gábor Ybl Miklós-díjas építész tervezte.[20]
- Az épület kivitelezője: Arcadom Zrt.[21] és a Narva Kft.[22]
- A hőszivattyús rendszer tervezője és kivitelezője: HGD Kft.[23]

## Társadalmi felelősségvállalás
2004-ben a Pannon volt az első olyan vállalat, amely – társadalmi szerepvállalásának részeként – mobiltelefonok visszaváltását népszerűsítő akciót vezetett be Magyarországon, és azóta is folyamatosan gondoskodik a már nem használt készülékek szakszerű szétszereltetéséről, újrahasznosításáról, amelynek keretében a vállalat ügyfelei eddig több mint 81 tonna (81 660 kg) újrahasznosítható hulladékot adtak le.
A sport világában a Telenor (Pannon) a magyar jégkorong és a női kézilabda-válogatott főtámogatója volt sokáig.
2015 óta a HiperSuli program keretében a digitális oktatás segítését tűzte ki célul a cég, elsősorban pedagógusok digitális képességeinek fejlesztésével, amely akkreditált képzés formájában is elérhető. A HiperSuli program 5 iskolával indult, mára országosan 120 feletti iskola csatlakozott a programhoz. 2022. szeptember 1-től a HiperSuli az anyavállalathoz hasonlóan nevet változtat, és ProSuli néven folytatódik.

## Díjai, elismerései
- Good CSR díj – 2008,[forrás?] 2009[27]
- „Legnagyobb magasan csüngő gyümölcs” 2009[28]

A Pannon 2009 szeptemberében átadott új irodaháza a vállalat környezettudatos megoldások iránti elkötelezettségét jelző, magas elismerésben részesült: az irodaházban kiépített hőszivattyús rendszer a KÖVET Egyesület „Legnagyobb magasan csüngő gyümölcs” díját érdemelte ki. A KÖVET Egyesület 2009-ben nyolcadik alkalommal hirdette meg az Ablakon Bedobott Pénz pályázatot, amelyre környezeti és gazdasági hasznot egyaránt hozó intézkedésekkel lehetett nevezni.
- Legjobb Női Munkahely 2007[29]

A Pannon a női munkavállalóknak szóló munkaszervezési megoldásaival kiérdemelte a Világgazdaság című napilap „Legjobb Női Munkahely 2007” különdíját.
- Summa Artium Kortárs művészetért díj[30]

2007-ben a Pannon nyerte el a Summa Artium Kortárs művészetért díját, mellyel a mobilszolgáltató kiemelkedő kultúratámogatói tevékenységét ismerték el. A díjat hagyományteremtő céllal azok elismerésére hozták létre, akik sokat tesznek a művészeti mecenatúra megerősödéséért és kiteljesedéséért.
- „Investor in People” díj[31]

A díjat a munkatársak értékteremtő fejlődésére legtöbbet szánó szervezetek kaphatják meg.
Az emberi erőforrások fejlesztésének legkiemelkedőbb nemzetközi elismerését 2004 februárjában Kelet-Közép-Európában először a Pannon nyerte el. A nemzetközi szakemberekből álló testület döntése alapján 2007-től a Pannon továbbra is méltó a díj használatára.
- Üzleti Etikai Díj[32]

A multinacionális nagyvállalatok kategóriájában 2006 novemberében a Pannon nyerte el a Budapest Klub Alapítvány és a Piac és Profit üzleti magazin által alapított Üzleti Etikai Díjat. A zsűri értékelése alapján a Pannon üzleti életben mutatott magatartása a gazdasági élet szereplői számára követendő példa.
- „Style in the business” díj[33]

A Pannon 2006 februárjában elnyerte a "Style in the business" díjat a Budapest Business Journaltól. A lap testületének döntése szerint a Pannon, mint a magyar távközlési piac sikeres szolgáltatója érdemelte ki a díjat, azzal a minősítéssel, hogy a társaság, különös tekintettel a közcélú egészségügyi intézmények támogatásában valamint a Pannon Példakép Alapítvány működésében megtestesülő társadalmi szerepvállalásával, kulcsszerepet játszik a felelősségteljes üzleti kultúra kialakításában és ápolásában.
- „Legjobb ügyfélszolgálat 2004” díj[34]

A Pannon nyerte el a Legjobb ügyfélszolgálat 2004 címet a Connect-olvasók szavazatai alapján.
- „Leadership Award 2005” díj[35]

A Pannon Mobil EKG a távdiagnosztikát az egészségügy és a sport területén is forradalmasító berendezése elnyerte az IT-Business magazin „Leadership Award 2005” díját, és a XIV. Magyar Innovációs Nagydíj Pályázaton elismerésben részesült.